# Rafael Laffón
Rafael Laffón Zambrano (Sevilla, 1895-Sevilla, 1978) fue un escritor español miembro de la generación del 27, consagrado a la poesía y la crítica.

## Biografía

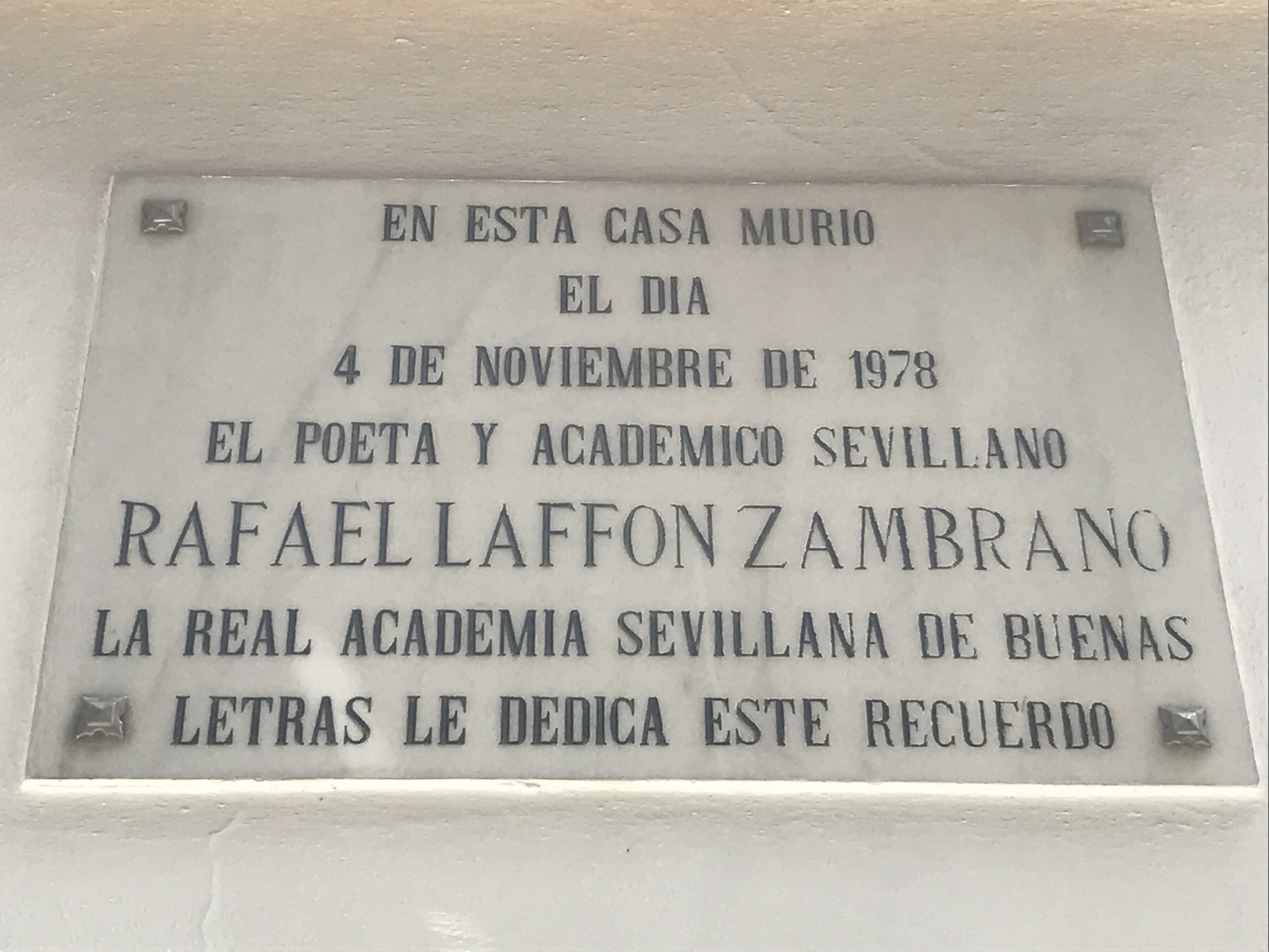
Placa en recuerdo de Rafael Laffón

Nacido el 20 de abril de 1895 en Sevilla, era nieto del profesor y escritor Rafael Zambrano y Rubio. Estudió en su ciudad natal Derecho y Filosofía y Letras, licenciándose en la primera. Residió siempre en Sevilla, llevando una existencia retraída y alejada de los vaivenes políticos como funcionario técnico de la administración. Colaboró en numerosas revistas y periódicos españoles e hispanoamericanos y su poesía ha sido traducida a distintos idiomas. Con Alejandro Collantes, Joaquín Romero Murube, Eduardo Llosent, Juan Sierra y Rafael Porlán, fundó en 1926 en Sevilla el grupo y revista Mediodía. Fue premio nacional de poesía en 1959 con La rama ingrata. 
Su última época se inicia con el libro Vigilia del jazmín (1952), cuando práctica una poesía de testimonio personal y existencial, dejando el grácil retoricismo anterior. Esta fase se completa con La cicatriz y el reino (1964), A dos aguas (1962) y Sinusoides y puzzle (1970). En 1943 ingresó en la Real Academia Sevillana de Buenas Letras.

## Premios
- Premio Gutierre de Cetina (1927) de la Real Academia Sevillana de Buenas Letras.[3]
- Premio Nacional de Poesía (1959)